# Новоекономічне

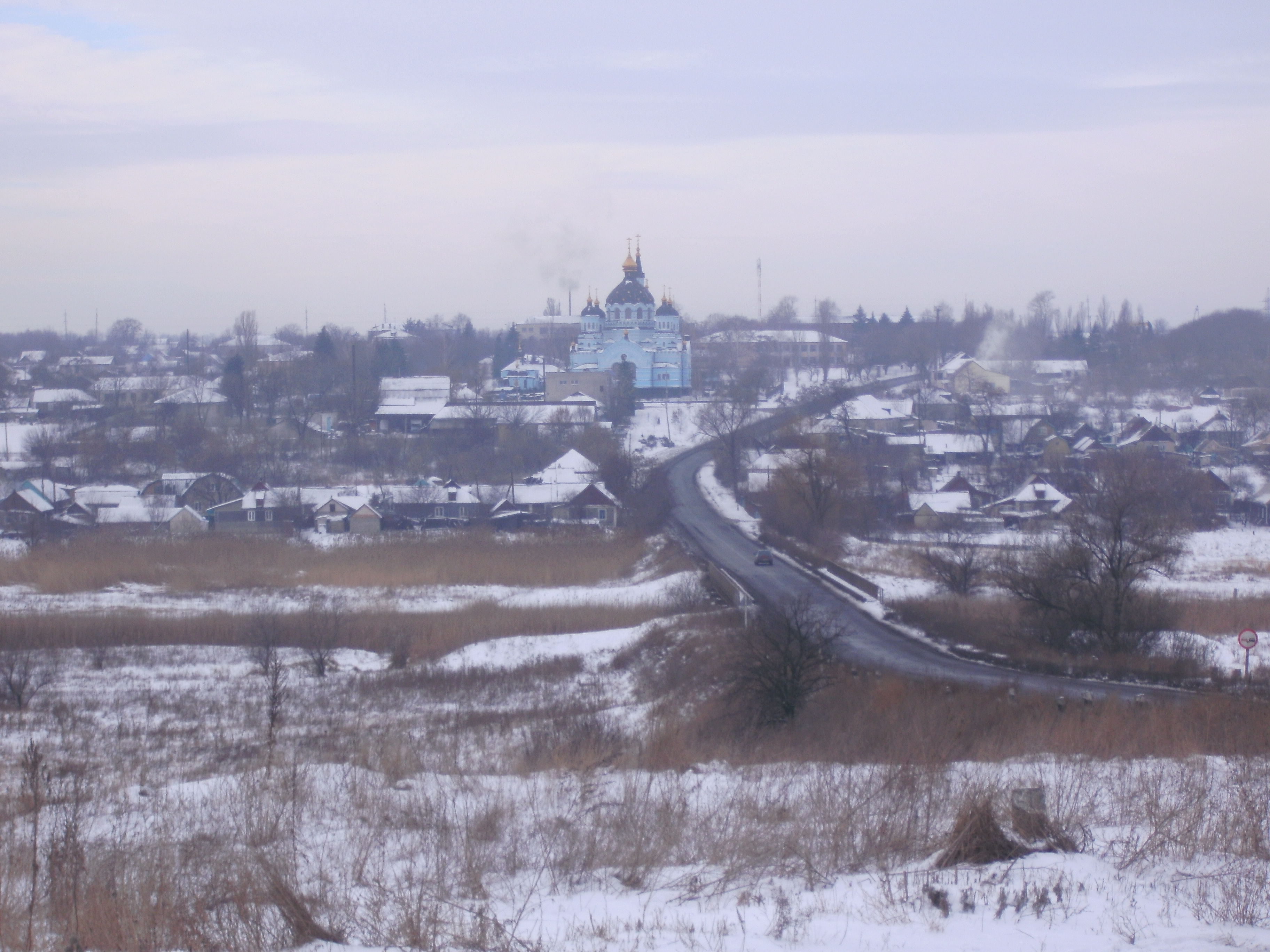
Смт Новоекономічне, вид з боку Малинівки

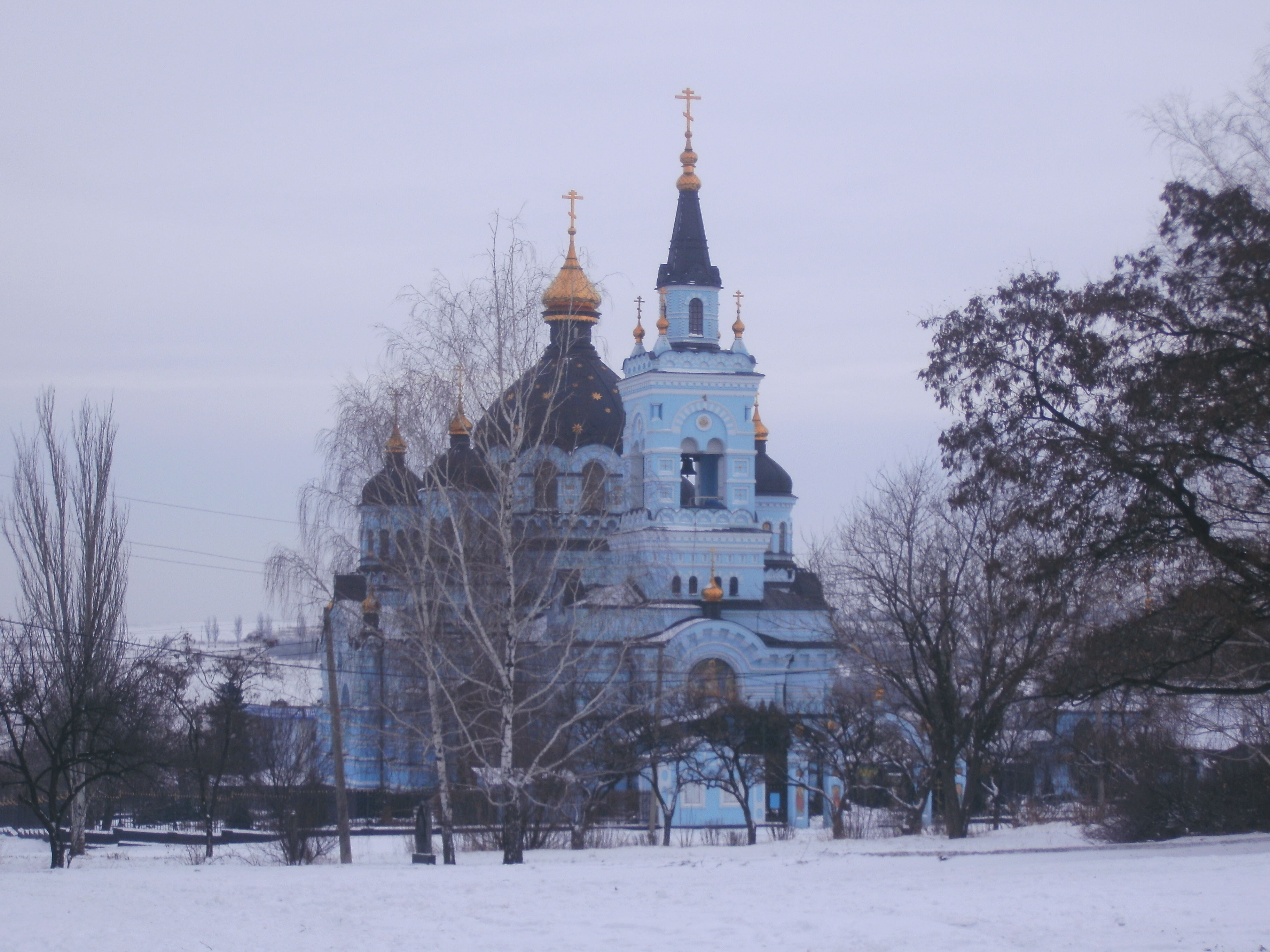
Храм в смт Новоекономічне

Новоекономі́чне — селище Гродівської селищної громади Покровського району Донецької області, Україна.

## Загальні відомості
Відстань до райцентру становить близько 13 км і проходить автошляхом Н32. Розташоване на річці Казенний Торець за 60 км від Донецька.
Землі смт межують із територією м. Мирноград Мирноградської міської ради Донецької області.
Поруч розташовані шахта «Стаханова» та групова збагачувальна фабрика «Комсомольська».

## Назва
Населяли поселення козаки, заслані поляки, німецькі колоністи, грецькі переселенці та економічні селяни. Звідки і назва. Козаки називали поселення Нове (18 століття). З появою в 1831 економічних селян - Ново-Економічне.

## Символіка
Головною візитівкою Новоекономічного є церква Різдва Пресвятої Богородиці. Її видно на всі сторони і очі вже ні на що не дивляться, коли виринаєш з-за пагорбу, коли їдеш з Костянтинівки. Зараз храм частково зруйнований російською армією. На гербі храм стоїть на чорному підніжжі, що є символом зв'язку з пращурами та багатства земних надр. В кінці 19 століття поблизу Новоекономічного виявили поклади вугілля і почався його видобуток. Схрещені шаблі на честь перших поселенців, на честь хутора козака Аула, на честь кордону Самарської та Кальміуської паланок.

## Історичні відомості

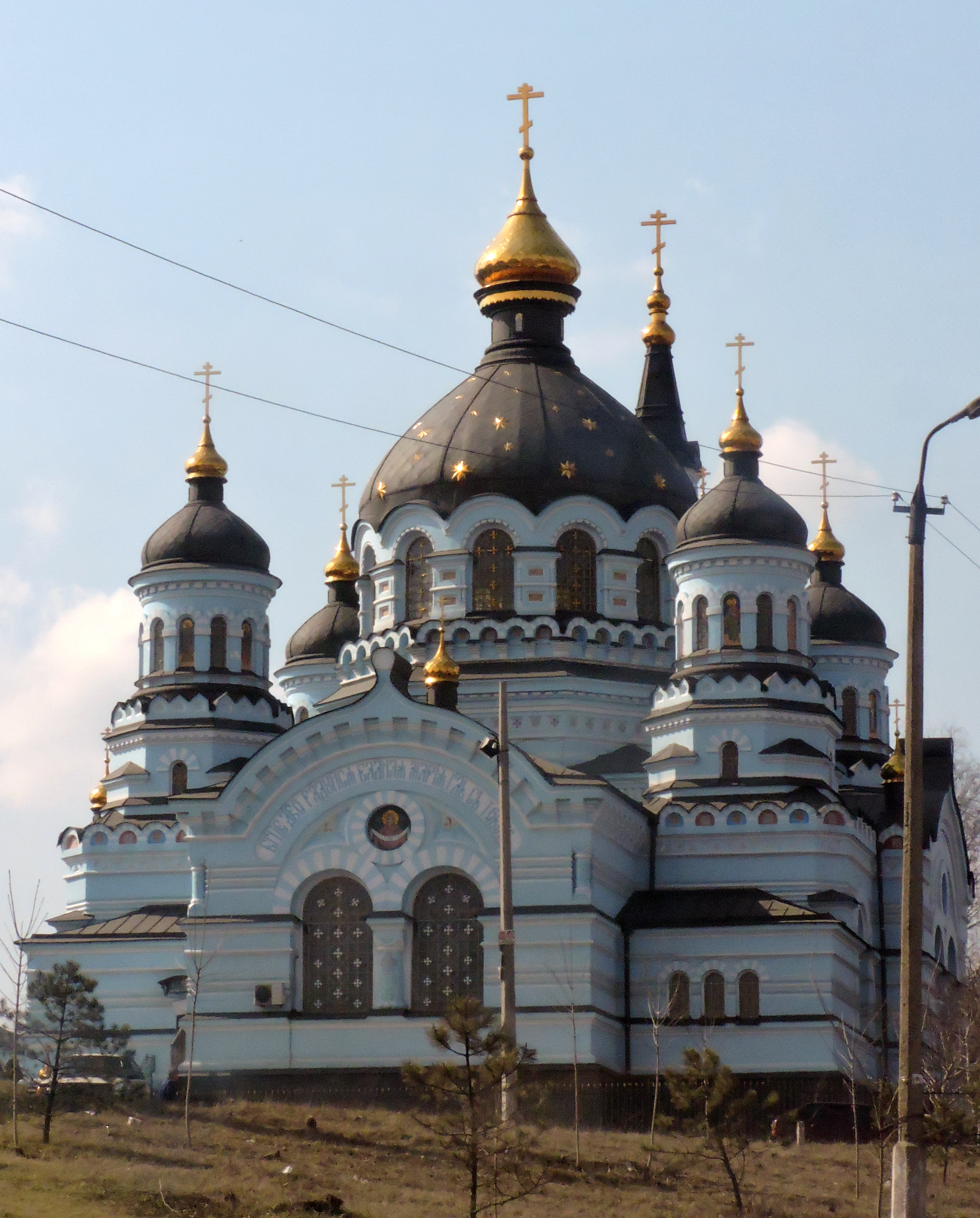
Храм Різдва Пресвятої Богородиці в Новоекономічному

У балці Каракубовій, вона ж Дякова, і в теперішній час Орловська був хутір запорізького козака Аула. Хутір був на кордоні Самарської і Кальміуської паланки.
Хутір, як і вся місцевість краю в 1768 році постраждав від кримських татар, які діяли під верховенством хана Гірея.
Ієрей Михайло в 1779 році прибув до табору влаштованому на річці Торець, де греками-переселенцями в Бахмутському повіті населена слобідка Каракоба. Слобідка Карáкоба перебувала на західній околиці сучасного села Новоекономічне і відома зараз під назвою «Забіток».
За даними на 1859 рік у казенному селі Новоекономічне (Коракова) Бахмутського повіту Катеринославської губернії мешкало 1862 особи (941 чоловічої статі та 921 — жіночої), налічувалось 278 дворових господарств, існували православна церква.
Станом на 1886 рік у колишньому державному селі Ново-Економічне (Коракове)  Гришинської волості мешкало 2350 осіб, налічувалось 411 дворових господарств, існували православна церква, школа, арештантський будинок, винний склад, 6 лавок й 2 бондарні, відбувались 2 ярмарки на рік.
За переписом 1897 року кількість мешканців зросла до 3339 осіб (1678 чоловічої статі та 1661 — жіночої), з яких 3321 — православної віри.
У 1908 році в селі Гродівської волості мешкало 5521 особа (2712 чоловічої статі та 2809 — жіночої), налічувалось 583 дворових господарства, а через століття населення зменшилося більш, ніж на 2000 осіб. З ліквідацією колгоспів зникли тракторна бригада, теплиці та інші господарські підрозділи. На демографічну ситуацію істотно вплинув багаторічний стан стагнації вугільних шахт.
Головна пам'ятка Новоекономічного - церква Різдва Пресвятої Богородиці.
Історія храмів тісно пов’язана з історією населених пунктів, в яких вони знаходяться. Поселення, засноване в XVIII столітті запорізькими козаками, назвали Нове. З будівництвом церкви в 1801 році і появою в 1831 році економічних селян назва стало подвійною — Ново-Економічне.
Населення займалося сільським господарством, ловом риби в Казенному Торці. Навіть сьогодні на узбіччі дороги можна побачити залишки кам’яних знарядь хліборобів.
2 рази на рік в селі влаштовувалися ярмарки — Різдвяна і Казанська. Населення становили нащадки запорізьких і донських козаків, заслані поляки після бунту 1831 року, німці-меноніти, грецькі переселенці, селяни Орловської губернії.
В Новоекономічному збереглися діалекти, властиві лише цьому населеному пункту, і друга неофіційна назва — Каракове. Житлові райони називаються з урахуванням їх місцезнаходження: Забіток, Сінна, Аул, Нижня вулиця, Центр, Зарічка, Причепилівка.
Колишній купецький будинок, побудований на межі XIX-XX століть в катеринославському стилі зараз займає поштове відділення.
В кінці XIX століття в балці Грузькій знайшли кам’яне вугілля, після чого стали розвиватися селянські копальні і невеликі рудники. З відкриттям вугільних підприємств професія шахтаря стала в селищі профілюючою. Загиблим на підземних горизонтах гірникам встановлено пам’ятник.
Під гітлерівською окупацією населення перебувало з жовтня 1941 по 7 вересня 1943 року. У селищі два меморіали на честь воїнів-визволителів.
На початку XX століття була побудована земська школа. З відкриттям в 1974 році нової школи на 250 місць, в сусідній Миколаївці і Новоекономічному старі школи були закриті і поступово перетворилися в руїни.
У тому ж 1974 році, відкрив двері центр культури і дозвілля, на сцені якого проходять сольні і колективні творчі концерти учасників самодіяльності. Працює бібліотека з виїздом додому за бажанням читачів.
В околицях Новоекономічного знаходяться ландшафтні заказники «Приторський» і «Галина Гірка», які отримали статус природоохоронної зони в 2018 році завдяки клопотанням місцевих краєзнавців і екологів.
У 1930-і роки на південному сході селища в руслі річки Сінної побудували греблю і створили Синянське водосховище площею 20 гектарів для забезпечення водою шахтарських селищ. Вода на Синянці була чистою і смачною, поки в неї не викидали відходи збагачувальної фабрики.
Під час російського вторгнення село зазнало ударів від ворожої артилерії та авіації. Церква Різдва Пресвятої Богородиці отримала сильні ушкодження.
Див. також: шахти Новоекономічного

## Кургани
Біля Новоекономічного знаходяться численні кургани бронзового віку, кінець III — початок I тисячоліття до н. е

## Населення

### Мова
Розподіл населення за рідною мовою за даними перепису 2001 року:
| Мова            | Кількість | Відсоток |
| --------------- | --------- | -------- |
| російська       | 3148      | 90.61%   |
| українська      | 317       | 9.13%    |
| білоруська      | 1         | 0.03%    |
| румунська       | 1         | 0.03%    |
| інші/не вказали | 7         | 0.20%    |
| Усього          | 3474      | 100%     |

За даними перепису 2001 року населення смт становило 3474 особи, з них 9,12 % зазначили рідною мову українську, 90,62 % — російську, 0,03 % — білоруську та молдовську мови.
Динаміка зміни населення Новоекономічного за роками:

## Панорама

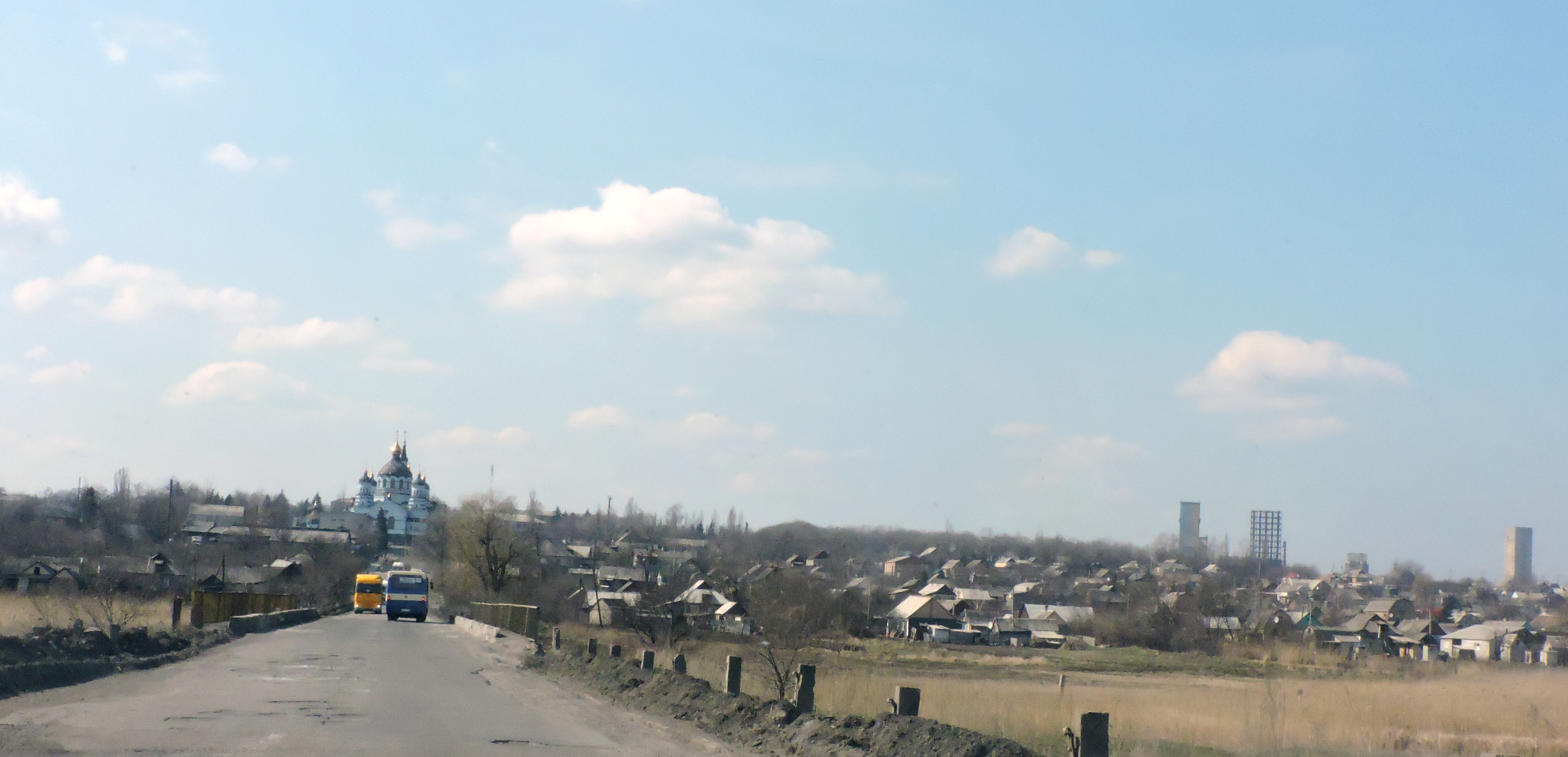
Вид на Новоекономічне